# 藤元英樹
藤元 英樹（ふじもと ひでき、1975年10月30日 - ）は、日本の俳優。愛知県東海市出身。

## 来歴
劇団シアターガッツで長年にわたり看板役者を務めていたが、役者としての幅を広げるために2008年4月に退団した。現在はリベルタ所属。

## 出演

### 舞台

#### 劇団シアターガッツ
- チャンバラバン!バン!バン
- わが家の夕めし
- 拳骨ロック!
- レインボー・ミラクル・チェンジ!
- ファイナル・ダイナマイト・パンチ!
- メガトン・チェリーボム!
- ナンマイダーフラッシュ!
- キャノンマックスR
- スキップ・ア・ゴー!ゴー!
- 初恋のひと
- ホンキー・トンク・エレジー
- 踊る大和魂
- 元パパ
- ウルトラコージ
- 1DK駅徒歩5分南向き
- 大月山ジャンボリー
- ラストインディーズ
- ドラマにならない恋バナ
- ショウの殿堂
- ヅカヅカボーイズ

#### 黄金風景
黄金風景（ゴールドスケープ）は藤元の一人芝居作品を発表するためのユニットである。なお、藤元は黄金風景以前にも一人芝居『彼女の好きな歌』を演じている。
- #1 ミッド・ナイトボン!ボン!
- #2 伝説のガードマン

#### 客演
- スター・フィールド・カフェ（クチーナ・ミラノ）
- 風のピンチヒッター（ランニングシアターダッシュ）
- スペースリズム（ゲキダン×ギャラクシー）
- 動物のひみつ（ドナインシュタイン博士のひみつ学会）
- アイノウタ（美津乃あわライブ）
- 三蔵（劇団ファントマ）
- 夏の夜の夢（HEP HALL Theatre14）
- えん魔版曽根崎心中（劇団ファントマ）
- エンジェルダスト（劇団ファントマ）
- 楊貴妃の漢方薬（劇団ファントマ）
- エンジェル・アイズ（劇団M.O.P.）
- リバース!私の体どこですか? （劇団ゲキハロ）
- 12人の怒れる男（名古屋市文化振興事業団）

### テレビ番組

#### テレビドラマ
- エスパー魔美（2002年、NHK名古屋放送局）
- 老いてこそなお（2003年11月25日、NHK名古屋放送局）
- ちょっと待って、神様（2004年、NHK名古屋放送局）
- 冗談でしょ!離婚予定日（2004年、CBCテレビ）
- ことぶきウォーズ（2004年、CBCテレビ）
- 七子と七生 〜姉と弟になれる日〜（2004年10月9日、NHK名古屋放送局）
- 七色のおばんざい（2005年、NHK名古屋放送局）
- 湯けむりウォーズ〜女将になります〜（2005年、CBCテレビ）
- 監査法人 第4回（2008年7月、NHK名古屋放送局）
- 下流の宴 第3話（2011年6月、NHK）
- 明日の光をつかめ -2013 夏-（2013年7月、東海テレビ）
- 法廷のドラゴン 第4話（2025年1月31日、テレビ東京）

#### その他のテレビ番組
- ええじゃないか。 第1シリーズ・第2シリーズ（三重テレビ） - 弥次郎兵衛役
- ヨジナマ情報パラダイス（メディアスチャンネル）
- シアターガッツの若者に見てもらいたい番組（Re:Guts）（メディアスチャンネル）
- わが街探訪（スターキャットチャンネル）

### ラジオ番組

#### ラジオドラマ
- 復習ゲーム（2003年5月17日、NHK-FM）
- ぬけがら（2004年、NHK-FM）
- forget-me-not 〜忘れな草〜（2004年、NHK名古屋放送局・NHK-FM）
- 父と盆栽（2004年、NHK-FM）
- 風神秘抄（2006年、NHK-FM）
- 雨（2006年、NHK-FM）
- 蛇の恋とわたしと（NHK-FM）
- 尾張春風伝（2007年、NHK-FM）
- 五十歳の旅立ち（2007年、NHK-FM）

#### その他のラジオ番組
- 伊藤えん魔のAMam （ABCラジオ）

### CM
- ミエライス ゼスチャー編・木編・宅配編
- 三河発☆ショップクーポンマガジン Cou!
- エイデン
- ダイコク電機